# T Crucis
Désignations
T Crucis est une étoile de la constellation de la Croix du Sud. C'est une variable céphéide classique, dont la magnitude apparente varie entre 6,32 et 6,83 sur une période de 6,733 31 jours. C'est une supergéante jaune-blanc qui pulse entre les types spectraux F6Ib et G2Ib. Son rayon vaut 49,7 fois celui du Soleil.